# 潑氏七鰓鰻
潑氏七鰓鰻（學名：Lampetra planeri），為圓口綱七鰓鰻目七鰓鰻科七鰓鰻屬的一種，分布於歐洲瑞典至法國淡水流域，本魚身體非常細長，軀幹肌節60-65，一個鼻孔，眼睛後面兩側有七個小鰓孔，口上板，2顆單尖牙；口下板，牙齒7-9顆，通常都是單尖牙，但偶爾有一個最外側的牙齒是雙尖牙，橫舌板，單尖齒9-13顆，中尖齒增大；縱向舌板，每片約有9顆單尖齒，體上面為深藍色或綠色，側面為淺黃白色，腹側為純白色，尾鰭鏟狀，體長可達20.5公分，壽命可達7年，棲息在沙石底質低地、山麓與山區水質清澈、氧氣充足的溪流中上游，偶見於湖泊，幼魚埋在富含碎石的沙子或黏土沉積物中，以藻類極有機碎屑為食，成魚不進食，繁殖期在從四月到五月，會於礫石區築巢成群產卵，產卵後不久就會死亡。

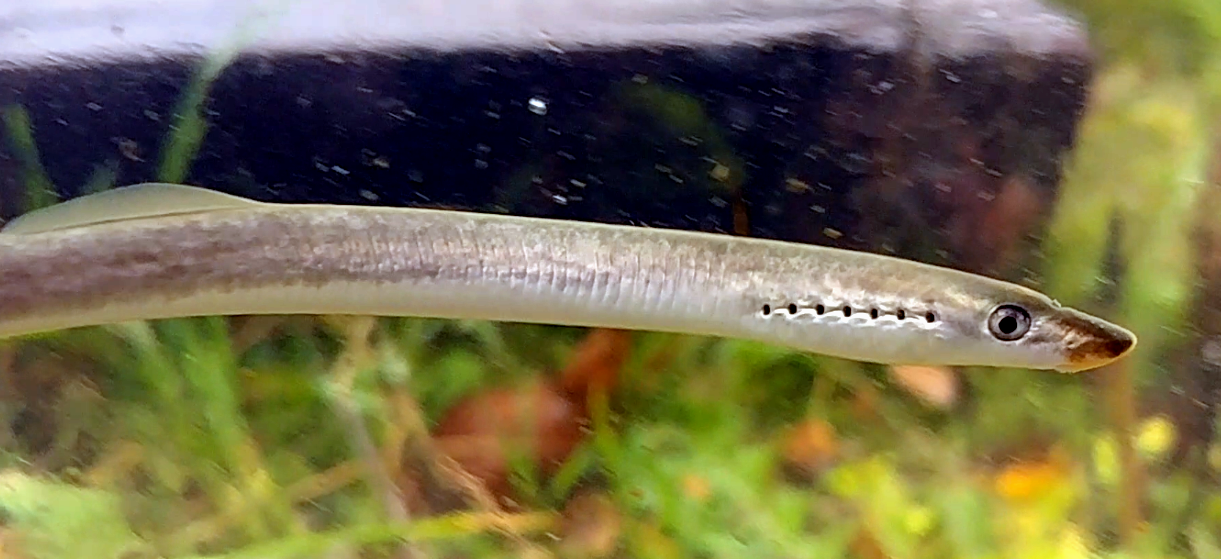
潑氏七鰓鰻的身體近照